# استحمام بحري

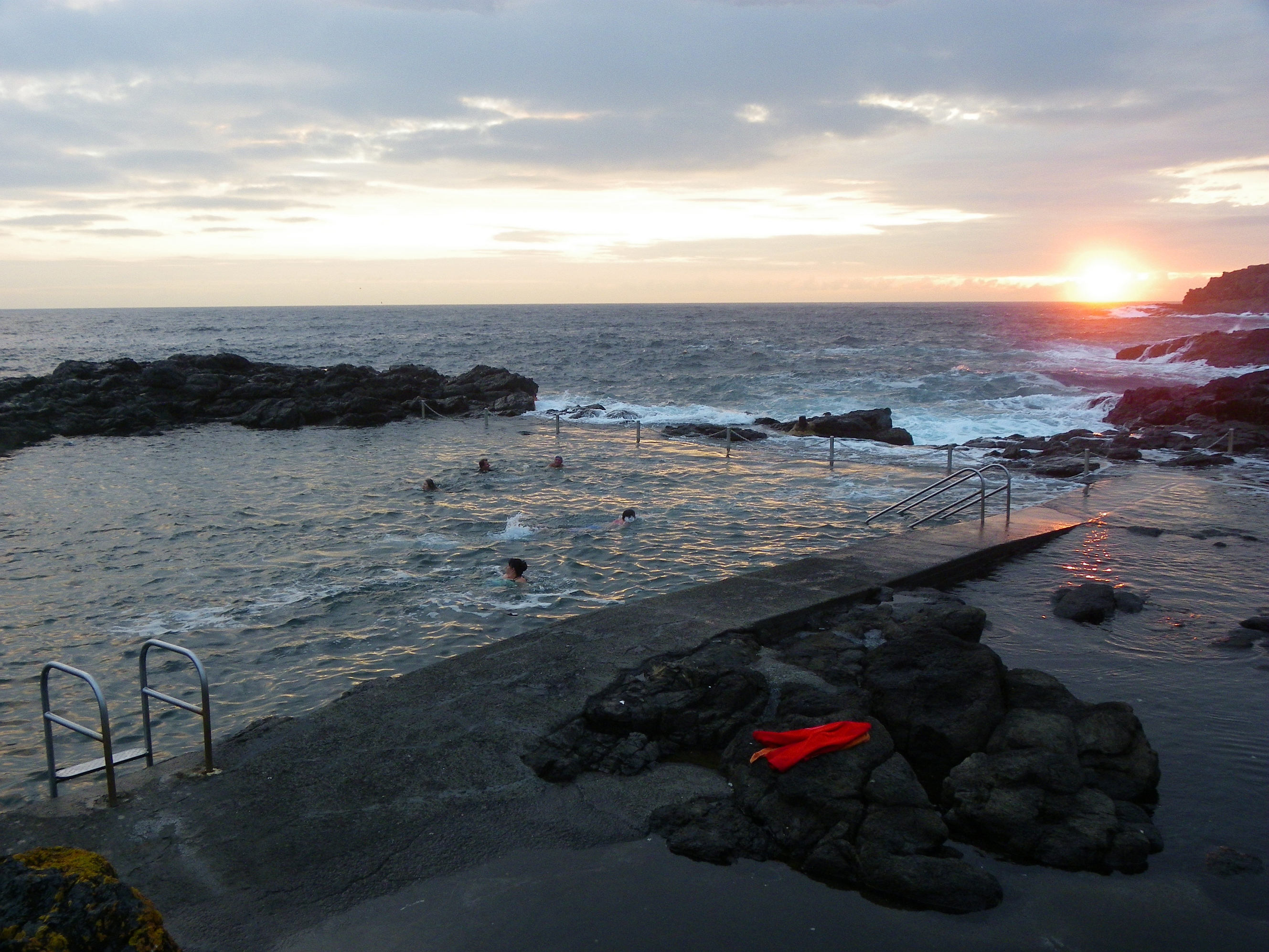
استحمامات بحر كياما في نيو ساوث ويلز، أستراليا

الاستحمام في البحر أو الاستحمام البحري هو السباحة في البحر أو في مياه البحر، وحمام البحر هو الضميمة الواقية للاستحمام البحر. على عكس الاستحمام في حمام السباحة، والذي يتم بشكل عام لأغراض المتعة أو ممارسة الرياضة، كان يُعتقد أن الاستحمام البحري له قيمة علاجية. نشأت من ممارسة القرون الوسطى لزيارة المنتجعات الصحية للتأثيرات المفيدة للمياه. تعود ممارسة الاستحمام البحري إلى القرن السابع عشر ولكنها أصبحت شائعة في أواخر القرن الثامن عشر. يعود تاريخ تطوير أول لباس سباحة إلى الفترة نفسها كما يحدث في تطوير آلة الاستحمام .